# Ligier JS25
Ligier JS25 byl francouzský závodní automobil Formule 1, vyrobený v roce 1985. Konstruktéry byli Michel Beaujon a Claude Gallopin. Vůz debutoval v F1 na Grand Prix Brazílie 1985.

## Popis
Rok 1985 byl pro Ligier cestou k obnovení ztracené půdy a právě JS25 k tomuto výrazně pomohl. S motory Renault byly vozy mnohem spolehlivější a Jacques Laffite nasbíral 16 bodů, zatímco Andrea de Cesaris měl problémy se stabilitou vozu a často končil mimo trať a tak koncem sezóny tým opustil. Nahradil ho Philippe Streiff, který v posledním závodě pobral 4 body.

## Technická data
- Motor: Renault Gordini EF4B
  - V6 90°
  - Objem: 1492 cc
  - Vstřikování Marelli
  - Palivový systém Kugelf
  - Palivo Antar
  - Výkon: 750 kW/11 300 otáček
  - Převodovka: Hewland  5stupňová
  - Pneumatiky: Goodyear
  - Hmotnost 540 kg

## Piloti
- Andrea de Cesaris
- Jacques Laffite
- Philippe Streiff

## Statistika
- 15 Grand Prix
- 0 vítězství – nejlépe 2. místo Austrálie
- 0 pole positions
- 23 bodů
- 4 x podium

- Žlutě – vítězství / Modře – 2 místo / Červeně – 3 místo / Zeleně – bodoval

| Rok  | 1   | 2   | 3   | 4   | 5   | 6   | 7   | 8  | 9   | 10  | 11  | 12  | 13  | 14  | 15  | 16  | 17 | 18 | 19 |
| ---- | --- | --- | --- | --- | --- | --- | --- | -- | --- | --- | --- | --- | --- | --- | --- | --- | -- | -- | -- |
| 1985 | BRA | POR | SMA | MON | KAN | USA | FRA | GB | NĚM | RAK | HOL | ITA | BEL | EUR | JAR | AUS | *  | *  | *  |